# Pyla
Pyla (grško Πύλα; turško Pile) je vas na vzhodu Cipra, ki spada pod Okraj Larnaka. Gre za eno od štirih vasi (ostale tri so Athienou, Troulloi in Deneia) znotraj varovalnega pasu med turškim in grškim delom Cipra. 
Pyla se nahaja v neposredni bližini britanske vojaške baze Dhekelia. S pravnega vidika ima nadzor na vasjo Republika Ciper, dejanski nadzor pa izvajajo mirovne sile Združenih narodov.
Posebnost vasi je, da je to edini kraj na Cipru, v katerem skupaj živijo grški in turški prebivalci. 850 prebivalcev vasi je Grkov, 487 pa Turkov. V vasi se nahajajo tri cerkve in ena mošeja.

## Zgodovina
Pyla-Kokkinokremos  je arheološko nahajališče iz pozne bronaste dobe, ki dokazuje, da je bilo to območje poseljeno že v antiki, čeprav so zgodovinarji mnenja, da je bila vas na današnjem mestu ustanovljena v srednjem veku. To jo uvršča med najstarejše vasi na otoku. Na starih zemljevidih je vas označena kot 
Pila ali Pilla.